# Arteria sigmoidea
L'arteria sigmoidea  è un ramo arterioso che nasce dall'arteria mesenterica inferiore. Può essere unica ma più spesso si possono riscontrare più arterie, fino a 7.  I rami si anastomizzano tra loro. Il primo, quello più alto, con la branca discendente dell'arteria colica sinistra quello più basso con l'arteria emorroidaria superiore.

L'assenza di quest'ultima anastomosi determina, dal punto di vista dell'irrorazione ,  un'area critica conosciuta come punto critico di Sudeck.
Occorre ricordare che l'apparato digerente richiede un sistema vascolare efficiente e questo spiega la presenza di numerose anastomosi. In questo caso le arterie sigmoidee sono anastomizzate tra loro ma anche con gli altri due rami dell'Arteria mesenterica inferiore. Questa complessità del sistema comporta numerose varianti e anomalie.
| rami principali                | territorio di irrorazione |
| Arteria colica sinistra        | detta anche arteria colica superiore sinistra si dirige verso il colon discendente e in prossimità dello stesso si divide in un ramo ascendente che si anastomizza con il ramo ascendente dell'Arteria colica media branca dell'Arteria mesenterica superiore formando l'arcata di Riolano e in un ramo discendente che si anastomizza con il primo ramo dell'Arteria sigmoidea. |
| Arteria sigmoidea              | |
| Arteria emorroidaria superiore | ramo terminale irrora la parte superiore del retto dividendosi in due branche che circondano lateralmente quest'organo contraendo numerose anastomosi con le Arterie emorroidarie medie che sono rami dell'Arteria iliaca interna (o Arteria ipogastrica) e con le Arterie emorroidarie inferiori che provengono dalle Arterie pudende interne rami dell'arteria ipogastrica.    |